# Teratolytta senilis
Teratolytta senilis là một loài bọ cánh cứng trong họ Meloidae. Loài này được Abeille de Perrin miêu tả khoa học năm 1895.